# Medelsheim

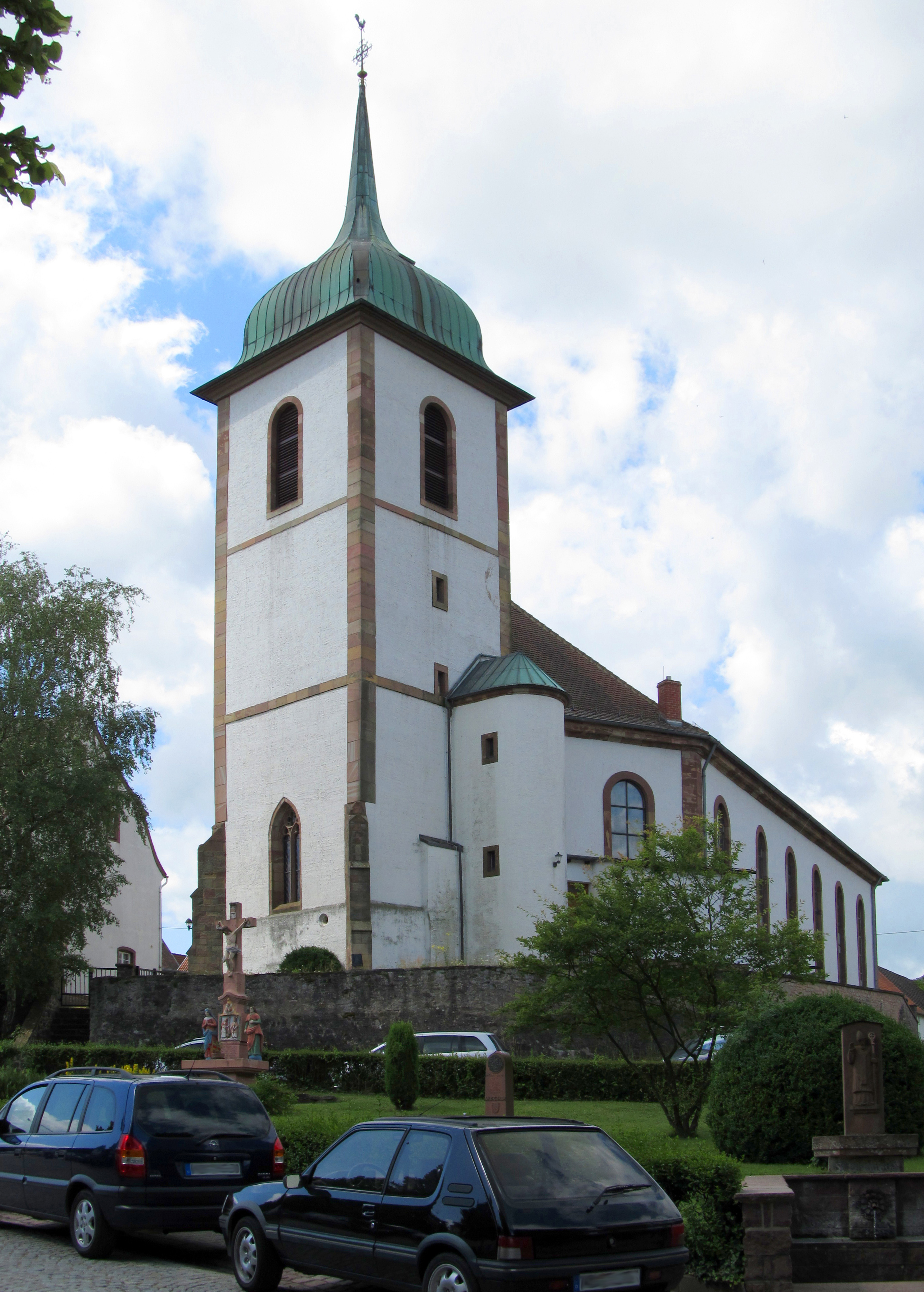
Pfarrkirche St. Martin Medelsheim

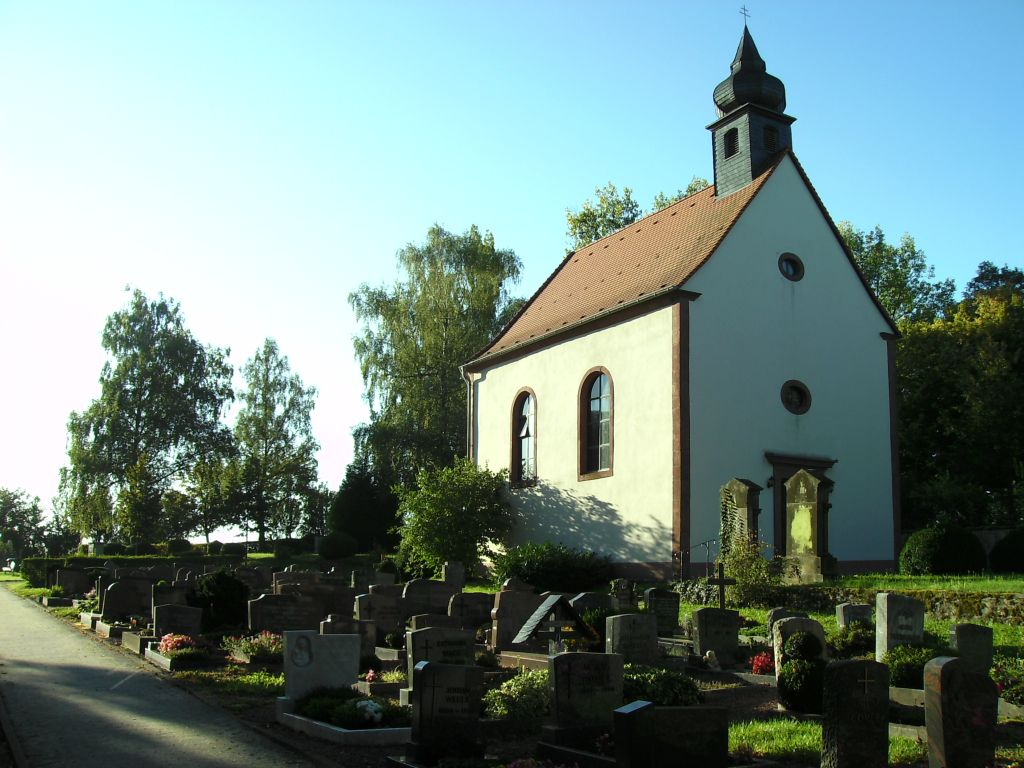
Kreuzkapelle Medelsheim

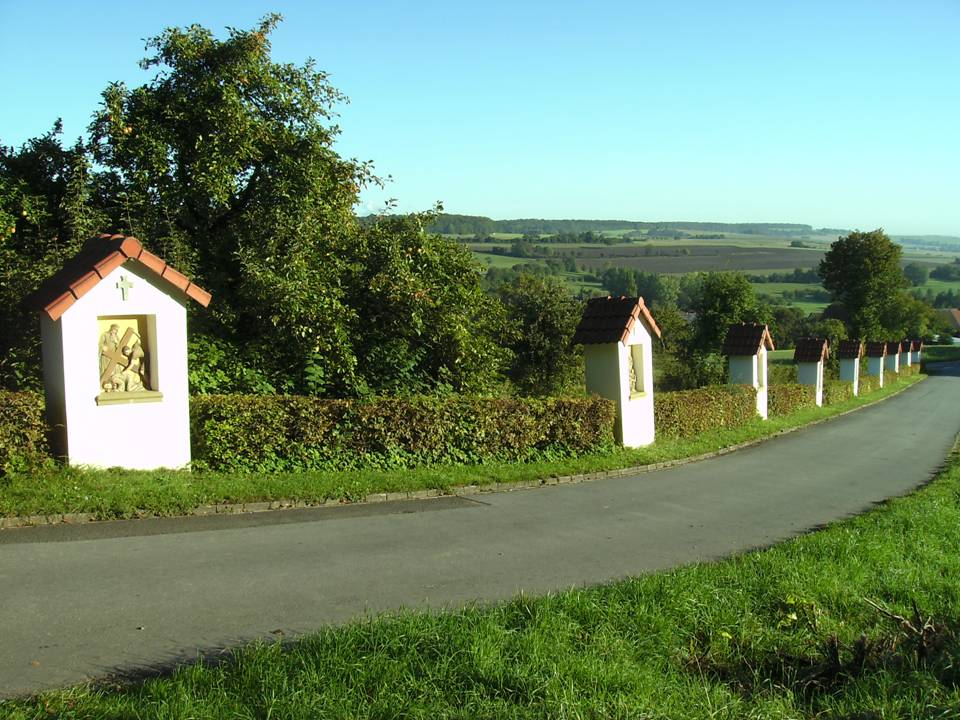
Kreuzweg Medelsheim

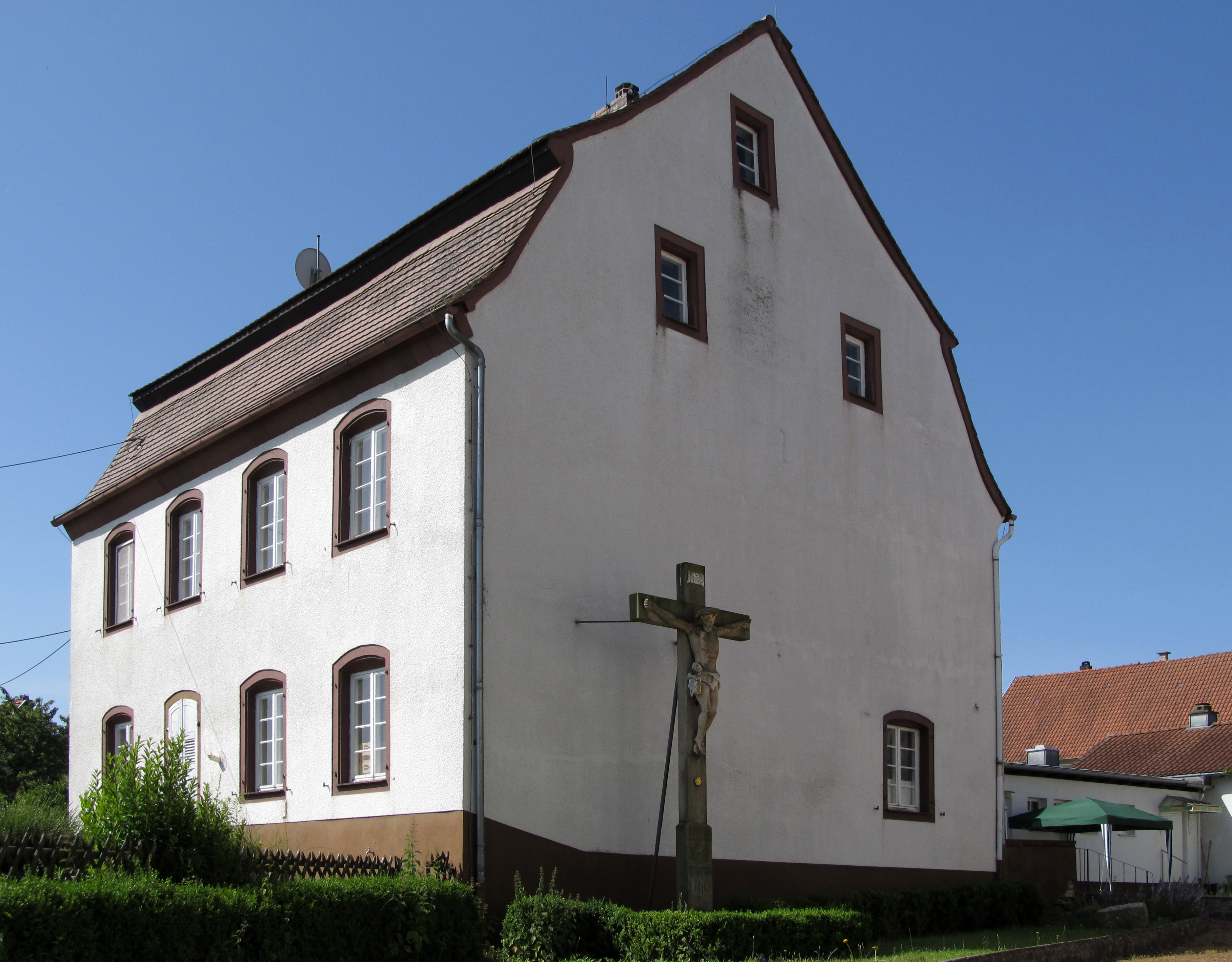
Katholisches Pfarrhaus Medelsheim

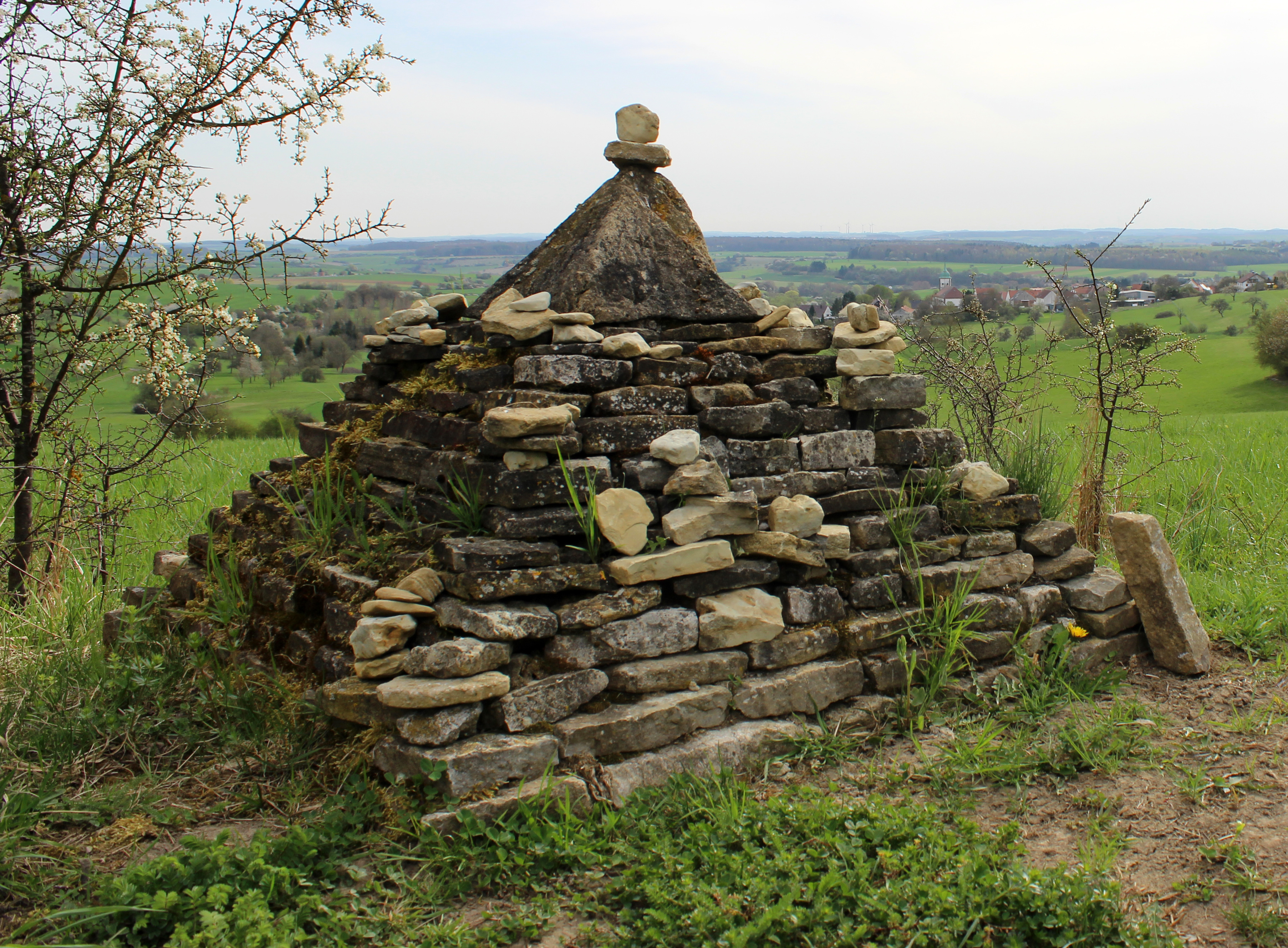
Steinpyramide bei Medelsheim

Medelsheim ist ein Ortsteil der Gemeinde Gersheim im Saarpfalz-Kreis (Saarland). Bis Ende 1973 war Medelsheim eine eigenständige Gemeinde im Landkreis Homburg.

## Geographie
Medelsheim liegt in der Landschaft Parr. Im Süden ist die Gemarkungsgrenze die Staatsgrenze zu Frankreich.

## Geschichte
Medelsheim war seit alters her Sitz der weltlichen wie der geistlichen Verwaltung der Parr. Die Ersterwähnung als Medelinisheim erfolgte Im Jahr 888 im Zusammenhang mit einer Schenkung von König Arnulf an das Kloster Hornbach. Archäologisch nachgewiesene Siedlungsspuren gibt es bereits ab der frühen Bronzezeit bis in die ausgehende gallo-römische Epoche.
Im Jahr 1334 wurde Medelsheim, das zur Grafschaft Zweibrücken gehörte, als Burg und Statt bezeichnet.
Zu Ende des 14. Jahrhunderts fiel die Lehenshoheit an Kurpfalz und 1395 wurden die Grafen von Zweibrücken-Bitsch mit Medelsheim belehnt.
Nach dem Landshuter Erbfolgekrieg ging die Lehenshoheit 1504 an das Erzherzogtum Österreich über, das weiterhin die Grafen von Zweibrücken-Bitsch mit Medelsheim belehnte. 
Die Burg Medelsheim wurde 1508 durch Franz von Sickingen erobert und zerstört. Ihre letzte Erwähnung fand die Burg, die im Bereich der heutigen Pfarrkirche lag, im Jahr 1576.
Im Dreißigjährigen Krieg wurde Medelsheim 1635 entvölkert und verwüstet.
1656 erhielt das Haus von der Leyen Medelsheim mit den anhängenden Dorfschaften Peppenkum und Seyweiler von Erzherzog Ferdinand Karl von Österreich zu Lehen. 
1677 wurde das Dorf von Truppen des französischen Marschalls Créquy niedergebrannt.
Als Folge der durch die Französische Revolution ausgelösten Kriege kam es mit dem Linken Rheinufer an die Französische Republik und wurde 1798 Kantonshauptort im Département Donnersberg.
1816 wurde Medelsheim eine Gemeinde des Rheinkreises und somit ein Bestandteil des Königreiches Bayern.
1818 erfolgte die Verschmelzung des Kantons Medelsheim mit dem Kanton Neuhornbach. Medelsheim blieb Sitz der „Bürgermeisterei Medelsheim“, die aus den Ortschaften Medelsheim, Peppenkum, Seyweiler und (ab 1828) Utweiler bestand.
Nach dem Ersten Weltkrieg wurde Medelsheim 1920, gemäß den Bestimmungen des Versailler Vertrages, dem Saargebiet zugeordnet. 1935 folgte die Rückgliederung des Saargebietes an das Deutsche Reich.
1937 kam es zur Auflösung der „Bürgermeisterei Medelsheim“ und zur Zuordnung zur „Bürgermeisterei Altheim“.
Im Verlauf des Zweiten Weltkrieges wurde das Dorf mit der Roten Zone 1939 und 1944 geräumt. Bei Kämpfen im Winter 1939/40 und 1944/45 wurde der Ort zu etwa 84 Prozent zerstört.
Nach dem Krieg wurde Medelsheim 1947 Teil des Saarlandes, das eine selbstständige politische Einheit darstellte, aber wirtschaftlich an Frankreich angeschlossen war.
1950 wurde die „Bürgermeisterei Medelsheim“ mit den selbstständigen Gemeinden Medelsheim, Peppenkum, Seyweiler und Utweiler wiederhergestellt.
1957 wurde das Saarland, und damit auch Medelsheim, Teil der Bundesrepublik Deutschland.
Im Rahmen der saarländischen Gebiets- und Verwaltungsreform wurde die bis dahin eigenständige Gemeinde Medelsheim am 1. Januar 1974 der Gemeinde Gersheim zugeordnet.
1995 siegte Medelsheim im Bundeswettbewerb „Unser Dorf soll schöner werden“ und erhielt für herausragende Leistungen bei der Gestaltung und Pflege des Dorfes, der Landschaft und des Gemeinschaftslebens eine Goldmedaille.

## Politik
Die Ortsteile Medelsheim und Seyweiler bilden gemeinsam einen Gemeindebezirk. Von den acht Sitzen im Ortsrat entfallen sieben auf die CDU und einer auf die SPD. Der SPD stünden gemäß ihres Ergebnisses zwei Sitze im Ortsrat zu, da ihre Liste jedoch nur einen Kandidaten enthielt, bleibt ein Sitz vakant. Derzeitige Ortsvorsteherin ist Janine Bieder (CDU).

(Stand: Kommunalwahl 2024)

## Kultur und Sehenswürdigkeiten
Als Zentrum des traditionell katholischen Gebiets der Parr verfügt Medelsheim in seiner Feldflur über viele Wegekreuze, die durch einen Wanderweg untereinander verbunden sind.
Die Kirche St. Martin gründet auf römischen Fundamenten. Sie birgt gotische Wandmalereien und ein gotisches Retabel aus der Zeit um 1430, das 1956 aufgefunden wurde.
Die Kreuzkapelle zur Schmerzhaften Mutter auf dem Husarenberg war früher eine Wallfahrtskapelle. Sie stammt von 1767 und birgt eine Pietà von 1554.
Auf Anregung des Speyerer Bischofs Michael von Faulhaber wurde 1920 der Kreuzweg angelegt, dessen 14 Stationen die Szenen aus dem Leidensweg Christi darstellen. Der Kreuzweg führt hinauf zum Husarenberg. In schlichte weiße Pfeiler mit Satteldächern sind die einzelnen Stationen als volkskünstlerisch gestaltete Halbreliefs eingearbeitet.
Traditionell findet am dritten Sonntag im Juli der seit Jahrhunderten existierende Jakobsmarkt statt, auf dem neben Jahrmarktstreiben auch historisches Handwerk präsentiert wird.

## Persönlichkeiten
In Medelsheim wurde um 1726 der bekannte jüdische Unternehmer und Philanthrop Cerf Beer geboren.